# Tramwaje w Chickasha
Tramwaje w Chickasha − zlikwidowany system komunikacji tramwajowej w Chickasha w Oklahomie w Stanach Zjednoczonych.

## Historia
Tramwaje w Chickasha uruchomiono 12 lipca 1910 i od początku były to tramwaje elektryczne, które kursowały po torach o szerokości 1435 mm. Na linii tramwajowej o długości 10 km eksploatowano 7 wagonów silnikowych. Tramwaje w Chickasha zlikwidowano 7 sierpnia 1927. 